# 羅伯特·貝德拉

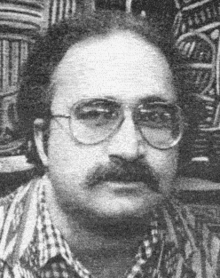

小羅伯特·安德魯·貝德拉（英語：Robert Andrew Berdella Jr.，1949年1月31日—1992年10月8日），美國連環殺手，被稱為「堪薩斯城屠夫」，他於1984年至1987年之間在密蘇里州堪薩斯城綁架、強姦、折磨並殺害了六名男子。

## 犯行

### 第一位受害者
貝德拉於1984年7月5日殺死了他的第一位受害者。他的第一個受害者是19歲的傑里·豪威爾（Jerry Howell），貝德拉承諾讓他搭便車到梅里亞姆（Merriam）。據貝德拉供認，將豪威爾騙到他家後，他用酒精、安定劑和乙酰丙嗪迷昏了豪威爾。然後給豪威爾注射了鎮靜劑，並將他綁在床上。
豪威爾被捆在貝德拉的床上約28個小時。在整個被囚禁期間，貝德拉多次用毒品、酷刑、強姦折磨他，無視豪威爾關於如何對待他的斷斷續續的質疑，貝德拉在筆記中表示豪威爾“要么因自己的嘔吐而窒息，要么因口球和毒品的結合太強，以至於他無法呼吸。”
貝德拉表示，他曾短暫嘗試對豪威爾進行心肺復蘇，然後將屍體拖到地下室。他將豪威爾的屍體懸吊在一個大鍋上，並對他的內肘和頸靜脈進行了多次切割，然後將屍體懸吊在這個位置過夜，以使血液從屍體中排出。第二天，他用電鋸和剔骨刀將豪威爾的屍體肢解，然後將這些部分包裹在報紙和垃圾袋中。這些袋子隨後被放置在較大的垃圾袋中，貝德拉將該垃圾袋放置在外面，以供垃圾收集人員收集並運送到垃圾填埋場。
後來因豪威爾失踪事件受調查時，貝德拉聲稱按照承諾將青年帶到了梅里亞姆，並且兩人已經在豪威爾原定的目的地附近分手了。貝德拉進一步聲稱他從此以後再也沒有見過他。就像他犯下的所有謀殺案一樣，他保留了詳細的日誌，在其中記錄了對受害者造成的每一次性侵和酷刑行為。

### 第二位受害者
1985年4月10日，貝德拉23歲的前房客羅伯特·謝爾頓（Robert Sheldon）來到他家門口，詢問他是否可以再在他的房子裡租一小段時間。據貝德拉稱，他騙謝爾頓服用了鎮靜劑，並在二樓的臥室裡被折磨了他三天，謝爾頓遭受了包括在他的指尖下方插入針頭的持續的酷刑，並被用下水道凝固劑塞住他的耳朵以降低他的聽力。三天后，當他之前預約的工人來修屋頂前，貝德拉選擇將麻袋套在謝爾頓頭上，然後用一根繩子將其勒緊以窒息謝爾頓，後來他在三樓的浴室裡解剖了謝爾頓的屍體。

### 第三位受害者
次年六月，貝德拉發現之前曾為他修過花園的馬克·華萊士（Mark Wallace）在他的工具棚裡躲避雷暴雨。與羅伯特·謝爾頓的情況一樣，貝德拉邀請他進入他的屋子，並註意到華萊士的緊張和沮喪狀態，主動向他“推薦”氯丙嗪，並解釋說這將使他“平靜下來並放鬆”。
30分鐘後，昏迷的華萊士被貝德拉帶到二樓的臥室，在那裡他忍受了近一天的囚禁和酷刑，包括在他的乳頭上使用鱷魚夾，以方便在華萊士昏過去時對他進行電擊。根據貝德拉的口供，華萊士在被用皮下注射針頭“實驗”了一個小時後，死於“毒品、口球和缺氧”的結合。他指出，該受害者的死亡時間為6月23日下午7:00。

### 第四位受害者
1985年9月26日，貝德拉接聽了一個名叫詹姆斯·費里斯（James Ferris）的熟人的電話，他表示將要來拜訪貝德拉。貝德拉於當晚安排他在酒吧見面。儘管前三名受害者遭受了殘酷的暴虐，但貝德拉聲稱，弗里斯是他有意施加酷刑的第一位受害者。他還告知調查人員，在他的最後三個受害者被囚禁期間，有時由於他認為受害者“活不長了”而停止增加虐待記錄。
貝德拉帶弗里斯到他家，並用混在飯中的鎮靜劑給他下了藥，然後將他綁在床上，幾乎持續折磨他約27個小時。酷刑包括分別對肩膀和睾丸反复施以7,700伏電擊，每次長達五分鐘，並通過皮下注射針頭對頸部和生殖器進行針刺。費里斯逐漸變得神志不清，但貝德拉繼續進行性侵犯，直到他在日誌中指費里斯“只能勃起10-15秒”、“呼吸非常延遲直至死亡”。

### 第五位受害者
23歲的托德·斯托普斯（Todd Stoops）與妻子在1984年曾兩次短暫地在貝德拉的家中租住過。斯托普斯和他的妻子第二次搬離貝德拉的家之後，貝德拉再也沒有見到他，直到1986年6月17日在堪薩斯城的自由紀念公園偶然遇到，貝德拉便邀請他到他的家中用了一頓下了藥的午餐。
貝德拉向調查人員強調，他在身體上極度被斯托普斯所吸引，這位受害者被俘虜了兩週，直到他去世。貝德拉逐漸增加了俘虜的恐懼感，他電擊斯托普斯的眼睛，並向他的喉頭注入下水道凝固劑，使他成為一個合作且無能為力的性奴隸。
在被綁的第二週，斯托普斯向貝德拉索要軟飲料和三明治。當貝德拉拒絕時，斯托普斯哭了起來。6月27日的性侵中，貝德拉的拳頭撐破了斯托普斯的肛門壁，導致出血和分泌物。在斯托普斯快死時，他試圖餵自己的俘虜冰淇淋和湯，儘管斯托普斯“無法吞下任何東西”。在被囚禁的最後一天，斯托普斯變得十分虛弱，貝德拉後來表示他無法“以坐姿呼吸”。1986年7月1日，斯托普斯去世，一個法醫後來作證說，肛門破裂造成敗血性休克是致命的。

### 第六位受害者
1987年春天，貝德拉與20歲的拉里·韋恩·皮爾森（Larry Wayne Pearson）友好起來。這種偶然的友誼始於皮爾森進入他的商店，並向貝德拉表示小時候他對巫術很感興趣。此後不久，皮爾森暫時租住在貝爾德拉家，並用家務作為支付租金的手段。據貝德拉稱，他最初並沒有打算綁架這個人，而是到6月23日才制定了計劃。
那天晚上，貝德拉將皮爾森灌醉，然後再給他注射氯丙嗪，將他下移到地下室，在那裡他將皮爾森的手綁在頭頂上方，然後將用於此目的的繩子綁在磚柱上，再將皮爾森的喉頭注射下水道凝固劑。然後，他將一個變壓器帶到地下室。
根據貝德拉的說法，皮爾森是他六個謀殺受害者中最合作的。在他被囚禁的前五天遭受了酷刑，例如用變壓器反复施加電擊，並用鐵棍打斷了手的骨頭以使他順從，貝德拉推斷皮爾森對他在性虐待和身體虐待方面的持續合作深得信任。作為一種“獎勵”的方式，皮爾森被轉移到二樓，貝德拉首先告知皮爾森，如果他繼續合作，他將不會像剛剛俘虜皮爾森時那樣給他造成太大的痛苦。在被囚禁的六個星期的後半段，皮爾森訓練自己睡覺，以免他與貝德拉產生對抗，從而招致進一步的酷刑或被送回地下室。
在被囚禁六個星期後，皮爾森感到絕望，在一次被迫口交中狠狠咬了貝德拉的陰莖，然後尖叫著說他不能繼續容忍以這種方式接受囚禁。作為回應，貝德拉先用木棍將他打昏，然後用袋子和繩子將他窒息而死，然後才到醫院治療他的陰莖。皮爾森的屍體後來在地下室被肢解，他的頭先被存放在貝德拉的冰櫃內的一個塑料袋中，然後被埋在後院。

### 第七位受害者
1988年3月29日凌晨1:00，貝德拉綁架了他的最後一名受害者，一名叫克里斯托弗·布賴森（Christopher Bryson）的22歲男子。在貝德拉的家，布賴森被用鐵棍打昏，然後被綁在貝德拉的床上，在那裡他受到類似以前的受害者忍受的虐待方法和酷刑。
幾天后，貝德拉向布賴森解釋說，他已經開始“信任”他的俘虜，儘管他願意討論他所接受的虐待和酷刑的各個方面，但不會就他的性虐待問題進行任何談判。貝德拉在結束討論時發出了嚴厲的警告：“我以前與其他人已經走到了這一步，現在他們已經死了，因為他們犯了錯誤。”
在被綁的第三天，布賴森贏得了貝德拉的充分信任，說服他建立了一種日常制度，即在遭受性虐待之後在前面綁住他的手，而不是綁在背後和床，他還說服貝德拉在房間內放電視，只要貝德拉不在房間裡，遙控器就放在雙腿之間。第二天，他設法用火柴燒掉了自己的束縛，火柴是貝德拉的性虐工具，在他離開房子去工作時是伸手可及的。
接著，一絲不挂，脖子上只戴了狗項圈的布賴森從二樓的窗戶跳了出來。然後他跑向馬路對面的抄表員，大喊大叫要報警。幾分鐘後警察到達現場，將遍體鱗傷的布賴森送往醫院。

## 調查與審判
貝德拉迅速被捕，被控一項綁架、一項毆打和七項強姦罪。隨後醫院裏的布賴森向警方表示貝德拉曾經向他展示大量受害者的照片，警方懷疑還有更多的受害者。在對貝德拉家的搜查中，調查人員在二樓的臥室發現燒焦的繩子附著在床腳的柱子上。還在房間裡的是一台電力變壓器，它插在牆上，並且有電線通向床。裝有注射器的金屬托盤，注射器裏裝有毒品，藥籤和滴眼劑的小瓶也靠近床。在房間裡還發現了一條長長的鐵管，各種長度的繩索和皮帶。調查人員還指出，床上的部分地方已被廣泛磨損，這表明這些位置早已束縛了很多人，一個個人都在努力試圖掙脫。
調查人員在二樓的壁櫥中發現了一個人的顱骨，在後院中發現了一個部分分解的人頭。搜查還發現了幾個人的椎骨，這些人的椎骨都被存放在走廊上的鋼鋸和刀劃傷了，還有幾個人的牙齒被存放在兩個信封中。在該物業的地下室中發現了鋼鋸和斜切鋸，並且還發現了電鋸，沾滿了血跡、碎肉和陰毛。魯米諾測試顯示，地下室的地板和兩個塑料垃圾桶已被大量染血。
在貝德拉的房屋內的不同位置還發現了334張照片，這些照片顯示了克里斯托弗·布賴森和其他幾人的死亡，並且許多圖像都是在被攝者遭受酷刑時拍攝的。搜查還發現了許多束縛和性裝置、色情文學、皮下注射針頭和一本關於麻醉品的書。在一間臥室的五斗櫃頂上，警察發現了一個本子，上面裝有他為每位受害者記錄的詳細的酷刑日誌，在該物業二樓的一個壁櫥中發現了詹姆斯·費里斯的駕駛執照。
1988年7月22日，大陪審團正式起訴貝德拉謀殺拉里·皮爾森。他在傑克遜縣法院第四巡迴法庭被宣告有罪，並被阿爾文·蘭德爾法官（Alvin C. Randall）宣告一級謀殺罪成立。在回應他的律師的詢問時，貝德拉說：“我在他的頭上放了一個塑料袋，用繩子捆起來，讓他窒息而死。” 當被問及是否故意並惡意地執行此操作時，貝德拉簡單地說：“是”。他被判終身監禁。判刑後，貝德拉被轉移到密蘇里州立監獄，開始服終身監禁。稍後出於對他安全的擔憂，他被暫時安置在波托西懲教所的保護性拘留所中。8月24日在傑克遜縣法院的審判使貝德拉因為他對克里斯托弗·布賴森的犯行獲得無假釋的終身監禁。
儘管貝德拉最初在1988年9月13日的法庭上未與他的兩名辯護律師達成協議，對其餘的五項謀殺罪不認罪，但最終貝德拉與檢察官進行了認罪協商，以免除這些其餘指控中的死刑。在這次認罪協商中，貝德拉同意以圖形方式詳細地承認他殺害了誰，他對每個受害者施加了什麼侮辱，他如何殺死每個受害者以及對他們的屍體做了什麼。這些供詞是在1988年12月13日至12月15日期間提供給檢察官的。作為對他的合作的回報，在12月19日上午9點舉行的正式聽證會上，檢方同意不尋求死刑。
1988年12月19日，貝德拉正式放棄對任何未決謀殺罪進行審判的權利，他在傑克遜縣巡迴法院的羅伯特·邁耶斯（Robert Meyers）法官面前正式承認上述各項指控。他被判一宗一級謀殺罪（羅伯特·謝爾頓遇害案）和四宗二級謀殺罪，邁耶斯法官判處其五次終身監禁，不得假釋。

## 後續
1992年10月8日下午2:00，貝德拉向監獄工作人員表示心臟不適，被從牢房帶到監獄醫務室。醫務人員確定他的心臟不穩定，叫來了救護車。貝德拉被送到密蘇里州哥倫比亞市的一家醫院，下午3:55，他被宣布死於心臟病發作。審判他的法官阿爾文·蘭德爾得知貝德拉的死訊後嘲諷地說：“早死不得超生。” 
根據公佈的報告，雖然貝德拉有抑鬱性人格障礙，但他也是一個病態的施虐狂，他從折磨他的受害者中獲得了極端的性興奮。此外他從未對自己的行為表示任何後悔，並在他去世前不久接受采訪時將受害者稱為“玩弄的玩具”。

### 媒體形象
- 2004年紀錄片《Bazaar Bizarre》（又名《James Ellroy Presents Bazaar Bizarre》）改編自作者Tom Jackman所著的《Rites of Burial》，由導演Benjamin Meade執導，紀錄片講述了貝德拉犯行的歷程，並且還包括貝爾德拉逝世前的採訪檔案錄影，記者兼製片人Christopher Bryson亦是該紀錄片受訪者之一。[18][19][20]
- 2009年電影《貝德拉（英语：Berdella）》直接根據貝德拉犯行的歷程改編，William Taft編導、Paul South共同執導，並由Seth Correa飾演貝德拉。[21]